# Auguste Arnaud
Pour les articles homonymes, voir Arnaud.
Charles Auguste Arnaud, né à La Rochelle le 22 août 1825 et mort à Chantilly le 30 septembre 1883, est un sculpteur français.

## Biographie

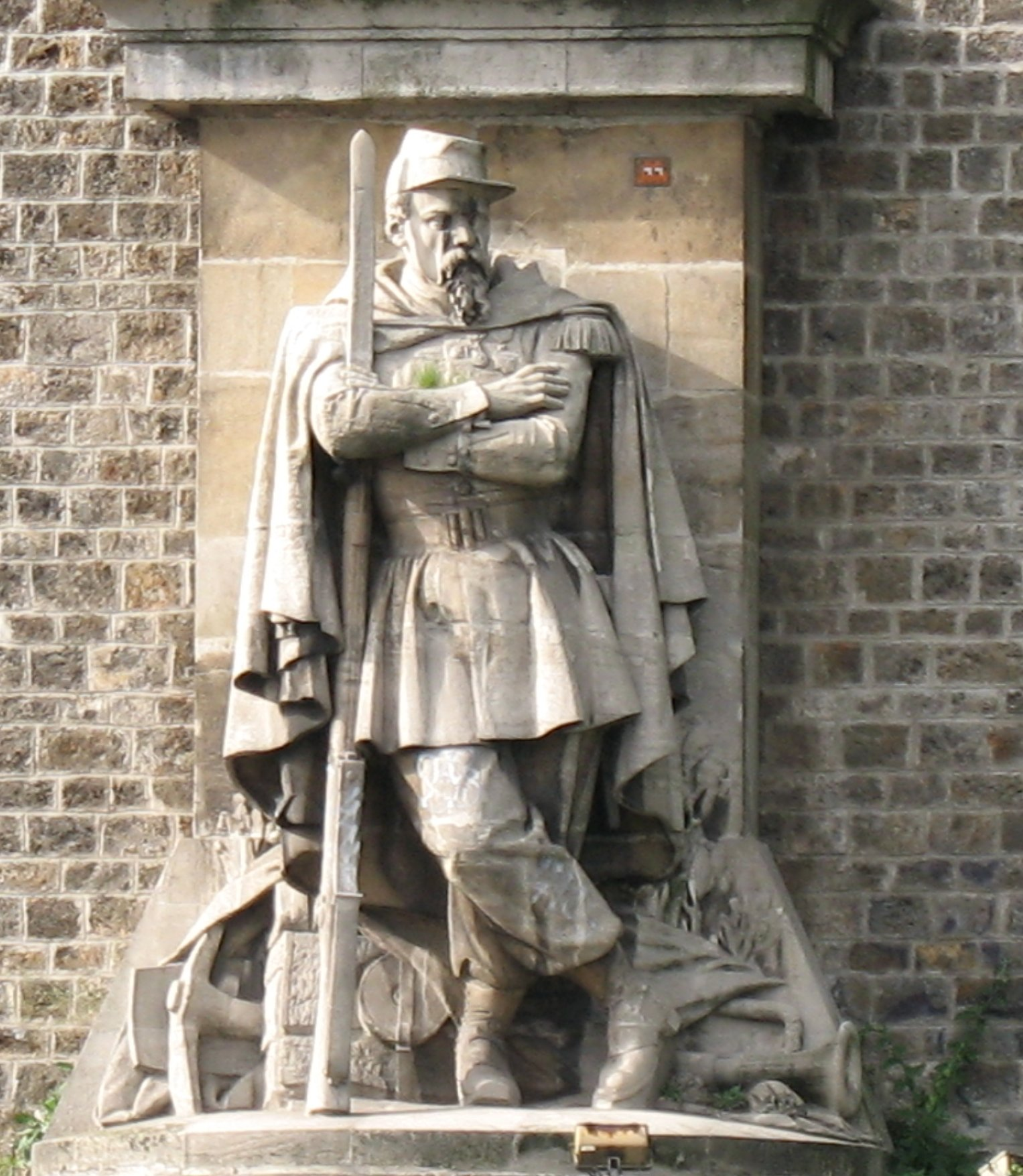
Le Chasseur à pied du pont de l'Alma (1856), redoute de Gravelle dans le bois de Vincennes.

D'abord élève de l'école des beaux-arts d'Angers, Auguste Arnaud entre à Paris, grâce à une bourse de son département dans l'atelier de François Rude. Celui-ci le présente en 1842 au concours d'entrée de l'École des beaux-arts de Paris. Il exposera régulièrement au Salon de 1846 à 1865.
Auteur de nombreux bustes, dont ceux du Comte de Clarac, de l'architecte Fontaine (1854-1858), de Ferdinand de Lesseps ou du compositeur Halévy, Arnaud réalise également des œuvres monumentales : le Chasseur à pied et l'Artilleur pour le pont de l'Alma en 1856-1857, symbolisant, comme le Zouave et le Grenadier du sculpteur Georges Diebolt, la victoire de la France et de ses alliés à l'Alma lors de la  guerre de Crimée le 20 septembre 1854.
Il avait conçu en 1852, pour la cathédrale de Sées dans l'Orne, le tympan et les 35 statues relatives à l'histoire de la Vierge et, pour La Rochelle, un Monument à Fleuriau de Bellevue en 1853 (buste et bas-relief en bronze).
N'ayant pu obtenir la commande du Monument au roi Don Pedro II du Portugal qui avait fait l'objet d'un concours organisé en 1858, et affecté par l'insuccès de sa statue Vénus aux cheveux d'or, malgré son achat par l'empereur Napoléon III lors du Salon de 1863, Arnaud sombre peu à peu dans la folie. Il meurt brutalement dans un accident ferroviaire en gare de Chantilly en 1883, en revenant de Cayeux-sur-Mer avec sa famille.

## Œuvres dans les collections publiques
- Paris :
  - bois de Vincennes, redoute de Gravelle : Chasseur à pied, 1856, initialement à Paris au pont de l'Alma.
  - musée du Louvre :
    - Portrait du comte Charles Othon Frédéric Jean-Baptiste de Clarac, conservateur des antiques au Louvre (1777-1847), 1854, buste en hermès en marbre ;
    - Portrait de Pierre Fontaine, architecte du Louvre (1762-1853), 1857, buste en hermès en marbre.
- La Fère, place d'armes : Artilleur, 1856, initialement à Paris au pont de l'Alma.
- Bordeaux, musée d'Aquitaine :
  - Buste de Pierre-Victurnien Vergniaud, 1863, marbre.
- La Rochelle, musée du Nouveau Monde
  - Buste de Louis de Fleuriau, 1852, bronze[4].